# Ärtholmen, Esbo
För andra betydelser, se Ärtholmen.
Ärtholmen (finska: Hernesaari') är ö i Finska viken och i  Esbo stad i landskapet Nyland i Finland. Ärtholmern ligger omkring 16 kilometer sydväst om Helsingfors och sydost om ön Pentala i Sommaröarna, där Esbo stads Pentala skärgårdsmuseum ligger.
Öns area är 1,2 hektar och dess största längd är 160 meter i nord-sydlig riktning.